# Alicia Cruz
Alicia Cruz (Aguascalientes, 1992) es una artista visual, fotógrafa y activista mexicana. Fundadora del colectivo «Diversx», es una artista plástica enfocada a la fotografía que se inclina a temas sociales relacionados con la comunidad queer.

## Biografía
Alicia Cruz es egresada de la Licenciatura de Artes Visuales de la Universidad de las Artes de Aguascalientes. Participó en el XXXVII Encuentro Nacional de Arte Joven en 2017, becaria en Jóvenes Creadores del PECDA Aguascalientes (2015-16) y fue parte de Colectivo SerGay de Aguascalientes. Actualmente colabora con la plataforma Generador.

### Activismo por los derechos de la comunidad LGBTTTIQ+
Como parte de su activismo, en 2021, participó con la UNESCO México, dentro del Movimiento Global ResiliArt, en el primer diálogo LGBT+, en el marco del Día Internacional contra la Homofobia, la Transfobia y la Bifobia.
También participó en el foro de la Comisión de Derechos Humanos de la LXV Legislatura del Congreso del Estado de Aguascalientes; así como en la mesa sobre Diversidad sexual y de género del Instituto Electoral del Estado de Aguascalientes, discutiendo temas de la inclusión de la comunidad LGBTTTIQ+ y sus derechos político-electorales, en 2022.
En el Foro Hablemos de Reformas Electorales desde lo Local, se plantearon las cuotas afirmativas en procesos electorales locales de personas con discapacidad y LGBT en Aguascalientes.
En 2023, participó como mentora en las Sesiones de prototipado sobre Memoria LGBT+ organizadas por LABNL Lab Cultural Ciudadano, en Monterrey.

### Carrera artística
Desde los inicios de su carrera, Alicia Cruz ha tenido la preocupación de la escasez de espacios para artistas de la comunidad LGBT, declarando que no importaba si la obra de los artistas hicieran alusión a la comunidad o si no lo hicieran, de igual forma estos eran rechazados en estos espacios e instituciones. También, hace énfasis en las diferencias sociales y geográficas que tienen los integrantes dela comunidad dentro del perímetro aguascalentense.

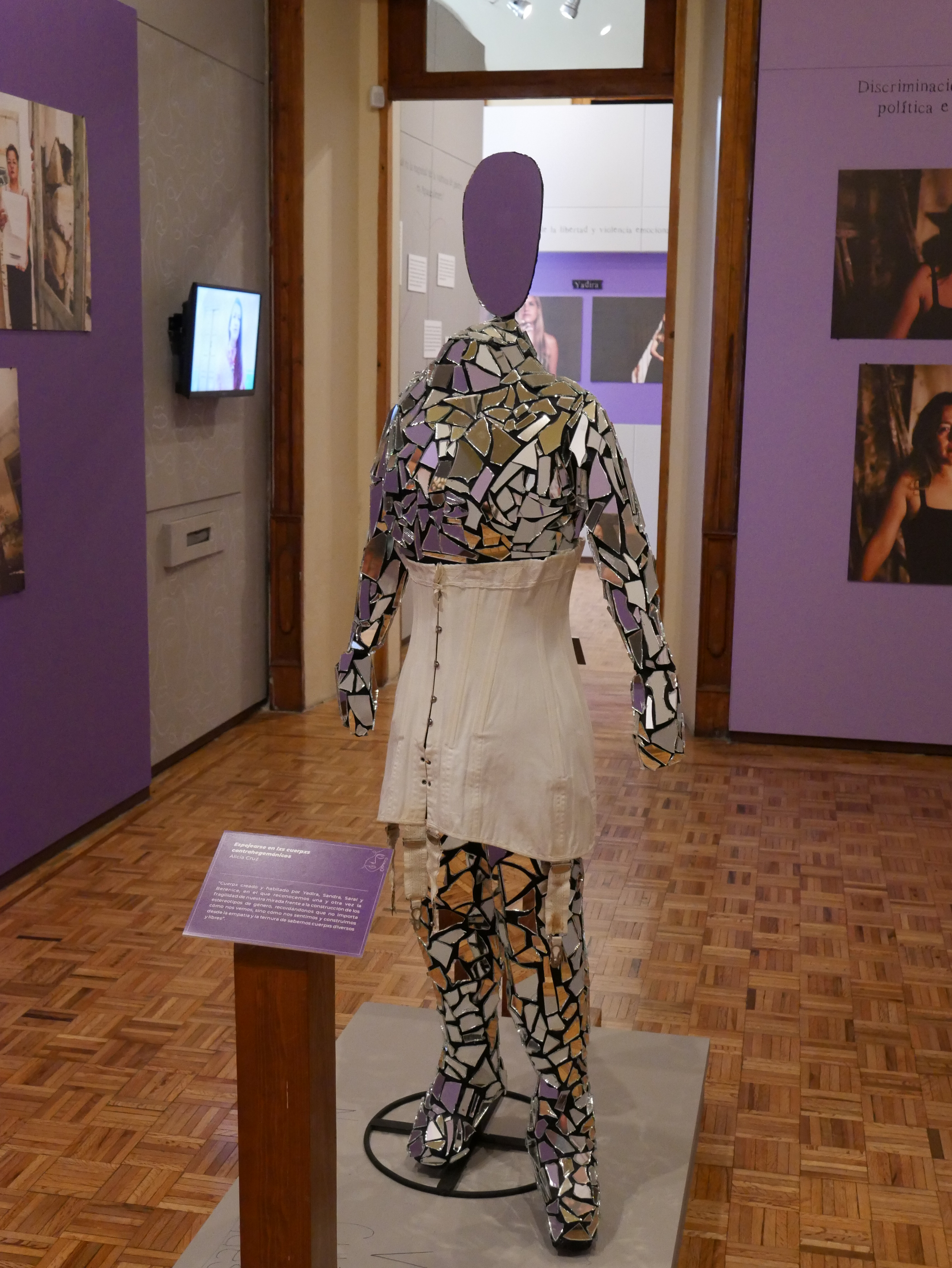
«Espejearse en lxs cuerpxs contrahegemónicos» de Alicia Cruz

## Proyectos artísticos

### Diversx
«Diversx» o «Diversa» es un laboratorio de arte LGBT, ubicado en calle Nogal #503 Colonia España, Aguascalientes. Fue fundado por Alicia Cruz en el 2018 como un espacio sin fines de lucro con el propósito de indagar en las identidades y los estereotipos de género, fue premiado en el mismo año por la Comisión Estatal de Derechos Humanos con el Premio Dolores Jimenes y Muro.
La inauguración del espacio pretendía ser en septiembre de 2018, para conmemorar la primera manifestación de la comunidad LGBT en Aguascalientes, debido a un letrero que había en el balneario Ojocaliente, que decía «Prohibida la entrada a perros y homosexuales».

### Festival Marica
La artista y activista, menciona en una entrevista con La Jornada, que el propósito de este festival es exhibir el trabajo de artistas visuales que están dentro de la comunidad LGBT y abrir un espacio de discusión en torno a la misma. El Festival Marica se realizó en lugares públicos de la ciudad de Aguascalientes, tales como El Jardín de las Jacarandas y Plaza de Armas, ambas ubicadas en la zona centro del municipio.

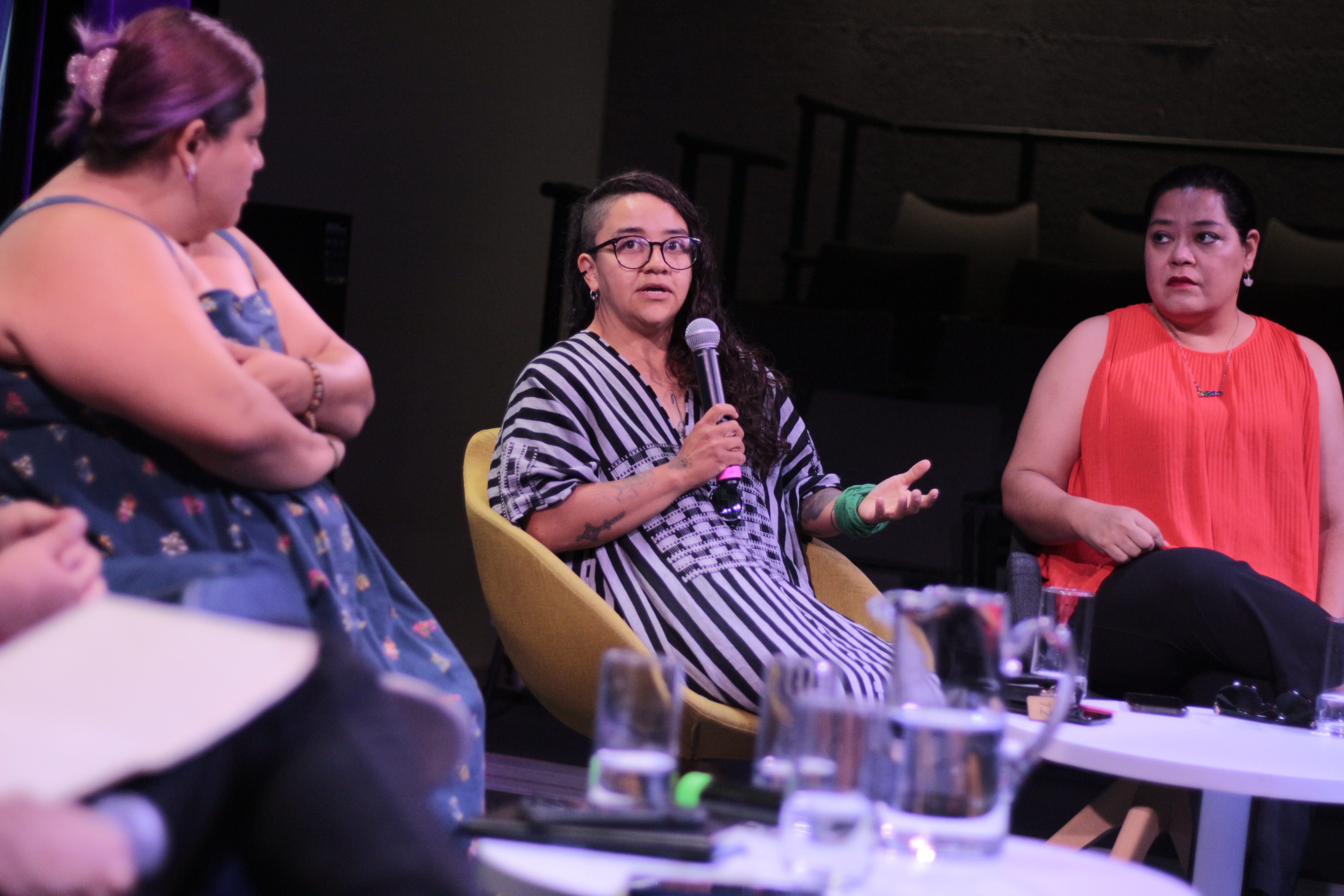
Alicia Cruz en el diálogo abierto «Memoria LGBT», llevado a cabo en LABNL Lab Cultural Ciudadano

### Laboratorio de arte y LGBTQ+
Ubicado en la Colonia España en la ciudad de Aguascalientes, el laboratorio es creado con un propósito dual; por un lado, acercar el arte a zonas de la ciudad a las que no se llevan habitualmente los proyectos artísticos y culturales y darle importancia la periferia de Aguascalientes, y de forma más personal, volverse de manera a sus lazos familiares, puesto a que el domicilio del laboratorio pertenecía anteriormente a su abuela.

## Exposiciones y performance
- 2017 - Seleccionada en la muestra del XXXVII Encuentro Nacional de Arte Joven[1]
- 2019 - Performance Cuarenta y Una, en No   lo   haga   Ud.   mismo,   Encuentro   Internacional   de Performance[10]
- 2020 - Galería del 2° Encuentro Nacional de Estudios Queer, BUAP, Puebla[11]
- 2022 - De aquí para allá: Agitaciones recíprocas entre México y Chile. Galería Ex-escuela de Cristo, Aguascalientes[12][13]
- 2022 - Performance Casa de cambio cultural, en No   lo   haga   Ud.   mismo,   Encuentro   Internacional   de Performance[14]
- 2023 - Las caras de la violencia. Museo Regional de Aguascalientes[15][16]
- 2023 - Imaginaciones radicales, una aproximación al acervo del museo. Museo de Arte Moderno[17]